# World Combat Games/Boxen
Bei den World Combat Games wurden unter Aufsicht und den Regeln der AIBA und in Zusammenarbeit mit Sportaccord, Wettkämpfe im Boxen ausgetragen. Geboxt wurde in zehn Gewichtsklassen bei den Männern und drei Gewichtsklassen bei den Frauen. Gegliedert war der Wettkampf in Viertelfinale, Halbfinale und Finale, wobei die beiden Halbfinalverlierer einer Gewichtsklasse jeweils eine Bronzemedaille erhielten. An den beiden Bewerben 2010 und 2013 nahmen 115 männliche und 22 weibliche Boxer teil. 
Der Zweifach-Olympiasieger und Dreifach-Weltmeister im Halbfliegengewicht Zhou Shiming ist der bekannteste Turniersieger.
Russland gewann die meisten Goldmedaillen (8 Stück).
Im Mai 2015 gab AIBA-Präsident Wu Ching-Kuo bekannt, dass Boxen nicht länger Teil der World Combat Games sein wird.

## World Combat Games
| Nr. | Jahr | Ort              | Land                | Artikel |
| --- | ---- | ---------------- | ------------------- | ------- |
| 1   | 2010 | Peking           | Volksrepublik China | Details |
| 2   | 2013 | Sankt Petersburg | Russland            | Details |